# Emirado do Afeganistão
O Emirado do Afeganistão começou com o fim do Império Durrani e o reinado de Doste Maomé Cã em 1823 e terminou quando o Emir Amanulá Cã se tornou xá em 1926. Esse período foi caracterizado pela expansão dos interesses coloniais europeus na Ásia Central com o "Grande Jogo" entre o Império Russo e a Inglaterra. O Emirado do Afeganistão enfrentou em três guerras com o Reino Unido, o que resultou na manutenção da independência do Afeganistão com uma certa quantidade de controle britânico. Em 1919, o Afeganistão se tornou independente de facto do Reino Unido depois do Tratado de Raualpindi. O emirado foi brevemente restaurado por Habibulá Calacani entre Janeiro e Outubro de 1929.